# Marcel Hulspas
M.G.M. (Marcel) Hulspas (Naaldwijk, 2 januari 1960) is een Nederlandse wetenschapsjournalist, columnist en publicist. Hij studeerde natuur- en sterrenkunde aan de Katholieke Universiteit Nijmegen en aan de Rijksuniversiteit Utrecht en is afgestudeerd als astronoom. Sinds 2012 is Hulspas hoofdredacteur van de schoolkrant van de christelijke Hogeschool Windesheim in Zwolle/Almere.

## Vroege loopbaan
Na zijn studie werd hij redacteur bij het weekblad Intermediair en het Algemeen Dagblad. Verder was hij medeoprichter van de Stichting Skepsis en hoofdredacteur van Skepter, een tijdschrift dat zich ten doel stelt pseudowetenschap te ontzenuwen. 
In deze tijd, de jaren negentig, publiceerde hij, naast zijn reguliere journalistieke werk, acht boeken over pseudowetenschappen, waarin hij onder andere het spiritisme en het geloof in ufo's aan de kaak stelde. Zijn magnum opus is Tussen Waarheid en Waanzin. Een encyclopedie der pseudo-wetenschappen, dat hij met Jan Willem Nienhuys publiceerde en dat een vierde druk kreeg. 
Hulspas verliet eind 2002 de redactie van Skepter na een conflict met zijn mederedactieleden over een bewerking van een anti-religieus artikel dat hij wilde plaatsen; de anderen vonden het niet passen bij de doelstellingen van het blad. Hij werd als hoofdredacteur opgevolgd door Rob Nanninga.

## Folia
In 2001 volgde hij Sjaak Priester op als hoofdredacteur van Folia, het weekblad van de Universiteit van Amsterdam. Hij was ook columnist bij Kennis, de wetenschapsbijlage van de Volkskrant, en voor het maandblad Natuurwetenschap & Techniek. In 2006 publiceerde hij een overzicht van het wetenschappelijk onderzoek naar de totstandkoming van de Hebreeuwse Bijbel: En de zee spleet in tweeën. De bronnen van de bijbel kritisch onderzocht. Het boek werd kritisch-positief ontvangen. Toen Hulspas op 1 januari 2007 als redacteur in dienst trad van de nieuwe ochtendkrant Dagblad De Pers, staakte hij zijn activiteiten bij Folia, evenals zijn wekelijkse column in de Volkskrant.

## De Pers
Tot de opheffing in maart 2012 bleef hij columns schrijven voor De Pers. Ook werkt hij aan een boek over het ontstaan van de islam. In 2005 schreef hij op de website van de Vereniging van Wetenschapsjournalisten in Nederland een kritisch stuk over Wikipedia met de titel Whackypedia.
In oktober 2010 trok hij de aandacht nadat lezers een gang naar de Raad voor de Journalistiek overwogen naar aanleiding van een opiniestuk over Geert Wilders, waarin Hulspas de arabist Hans Jansen verwisseld zou hebben met de gelijknamige theoloog en dit vervolgens weigerde recht te zetten. Hulspas bewees dat er geen sprake was van persoonsverwisseling.

## NaDe Pers
Sinds de teloorgang van De Pers schrijft Hulspas voor de nieuwssites ThePostOnline en Sargasso. Hij publiceerde ook twee boeken over de profeet Mohammed.
In 2022 is Hulspas benoemd tot erelid van de Vereniging voor Wetenschapsjournalistiek en -Communicatie Nederland.

## Rechtszaak
In november 2016 publiceerde Hulspas een recensie van het boek Complotdenkers van Maarten Reijnders in de Volkskrant. De publicist Micha Kat spande daarop een kort geding aan om een rectificatie af te dwingen, omdat Hulspas hem o.a. de ‘ongekroonde koning van het gekkenhuis’ genoemd had. 
Op 28 maart 2017 deed de rechtbank uitspraak en wees daarin de vorderingen af, onder meer overwegende dat als Kat "als journalist niet serieus zou worden genomen, dat niet het gevolg is van de recensie, maar van de vergaande en vooralsnog ongefundeerde beschuldigingen over allerlei personen die [eiser] al jaren in niet mis te verstane bewoordingen onder de aandacht van het publiek brengt."